# بابک زرین
بابک زرین (زادهٔ ۸ مرداد ۱۳۵۷، رشت) با نام اصلیِ علیرضا شعبانی زرین‌کفش، آهنگ‌ساز و موسیقی‌دان اهل ایران است.

## زندگی
علیرضا شعبانی زرین‌کفش، با نام هنریِ بابک زرین در ۸ مرداد ۱۳۵۷ در شهر رشت به دنیا آمد. در نوجوانی، موسیقی را در نزد آزاده پوربایرام و سهراب فلک‌انگیز در رشتهٔ نوازندگی پیانو و تئوری موسیقی در رشت آغاز کرد.
او دانش‌آموختهٔ رشتهٔ موسیقی از کنسرواتوار موسیقی تهران در رشتهٔ آهنگسازی، کنترپوان، موسیقی ترانه و فیلم و آواز اپرا است.
زرین از شاگردان بابک بیات و محسن الهامیان بوده است.

## آثار
بابک زرین در ساخت بیش از ۲۰ آلبوم موسیقی، به‌عنوان آهنگساز، با خوانندگان مشهور ایرانی همکاری داشته و موسیقی متن و تیتراژِ چندین فیلم و مجموعهٔ تلویزیونی را نیز بر عهده داشته‌است.

### موسیقی فیلم

#### سینمایی
| سال  | نام فیلم   | کارگردان    |
| ---- | ---------- | ----------- |
| ۱۳۹۷ | رحمان ۱۴۰۰ | منوچهر هادی |

#### تلویزیون و نمایش خانگی
| سال  | نام سریال      | کارگردان          | شبکه        |
| ---- | -------------- | ----------------- | ----------- |
| ۱۴۰۰ | افرا           | بهرنگ توفیقی      | یک          |
| ۱۴۰۰ | روزهای آبی     | محمدرضا حاجی‌غلامی | پنج         |
| ۱۳۹۹ | گیسو           | منوچهر هادی       | نمایش خانگی |
| ۱۳۹۸ | دل             | منوچهر هادی       | نمایش خانگی |
| ۱۳۹۶ | ایراندخت       | محمدرضا ورزی      | یک          |
| ۱۳۹۶ | ستارخان        | محمدرضا ورزی      | یک          |
| ۱۳۹۵ | عاشقانه        | منوچهر هادی       | نمایش خانگی |
| ۱۳۹۴ | معمای شاه      | محمدرضا ورزی      | یک          |
| ۱۳۸۹ | تبریز در مه    | محمدرضا ورزی      | یک          |
| ۱۳۸۷ | مأمور بدرقه    | سعید سلطانی       | تهران       |
| ۱۳۸۱ | مهمان‌پذیر طوبی | علی شوقیان        | یک          |

### آهنگسازی برای خوانندگان
برخی از ترانه‌هایی که آهنگ آن‌ها توسط بابک زرین ساخته شده عبارتند از:
- معین

طلوع، دلم تنگته، ترکم نکن، آغوش، تو که تموم دنیامی، کنار تو، وقتی چشات بارونیه، دوراهی، عشق من، باز عاشقم باش
- سالار عقیلی

وطنم، ایران، عاشقان وطن، کلنل، یازده ستاره، ابریشم و آهن، چتر خورشید، حال محال
- عارف

آرامش
- محمد اصفهانی

سقف
دلتنگی
- محمد علیزاده

بارون نم نم، مثل مرگ، تو حس عاشق شدنی
- فریدون آسرایی

سنگدل، گیسو، ناتموم، کمک کن
- رضا صادقی

معجزه، دستای یه مرد
- فرزاد فرزین

کمک کن
- حمید حامی

سفر، کوچ، عشق نزدیک است
- مانی رهنما

کنار تو، نتونستی
- علیرضا قربانی

دریای پارس
- محمدرضا فروتن

آلبوم می‌فهممت
- خشایار اعتمادی

برگشتم، دیر به فکر افتادی
- امیرعباس گلاب

چشم سیاه
- رضا بهرام

دل، عادلانه نیست
- آوا بهرام

نفس
- شهاب مظفری

تنهای تنها، زیبای چشم سفید، دل خون، رد پا

## تدریس
او به تدریس در زمینه موسیقی نیز می‌پردازد. عقیده بابک این است که با تعلیم نسل بعد و انتخاب شاگردان درست می‌توانیم موسیقی سنتی ایرانی و پاپ را شکوفا کنیم. از جمله شاگردان وی می‌توان به محمد نعیمی، عباس عابدینی ماسوله، بابک اکبرپور و بسیاری دیگر را نام برد.

## جوایز
- جایزهٔ بهترین تیتراژ، شانزدهمین جشنوارهٔ حافظ، ۱۳۹۵[۲]
- جایزهٔ ویژهٔ «خانهٔ ترانه» در یادوارهٔ افشین یداللهی، ۱۳۹۶[۳]